# Восточный (Оренбургская область)
Восто́чный — посёлок в Светлинском районе Оренбургской области России. Административный центр и единственный населённый пункт Восточного сельсовета.

## География
Посёлок находится на правом берегу реки Тобол, на российско-казахстанской границе, на расстоянии 75 км к северо-востоку от посёлка Светлый, административного центра района. На противоположном берегу Тобола, чуть ниже по течению, расположено казахстанское село Аккарга.

### Часовой пояс
Посёлок Восточный, как и вся Оренбургская область, находится в часовой зоне МСК+2. Смещение применяемого времени относительно UTC составляет +5:00.

## История
В 1962 году указом Президиума Верховного Совета РСФСР посёлок центральной усадьбы совхоза «Восточный» переименован в Восточный.

## Население
| 2010 | 2012 | 2013 | 2014 | 2015 | 2016 | 2017 |
| ---- | ---- | ---- | ---- | ---- | ---- | ---- |
| 735  | ↘717 | ↘668 | ↘624 | ↘601 | ↘540 | ↘530 |
| 2018 | 2019 | 2020 | 2021 |      |      |      |
| ↘524 | ↘509 | ↘478 | ↘459 |      |      |      |

### Национальный состав
По данным Всероссийской переписи населения 2010 года:
| № | Национальность | Численность, чел. | Доля   |
| - | -------------- | ----------------- | ------ |
| 1 | русские        | 456               | 62 %   |
| 2 | казахи         | 136               | 18,5 % |
| 3 | татары         | 31                | 4,2 %  |
| 4 | башкиры        | 26                | 3,5 %  |
| 5 | украинцы       | 20                | 2,7 %  |
| 6 | немцы          | 12                | 1,6 %  |
| 7 | другие         | 54                | 7,3 %  |